# Budismul în Japonia

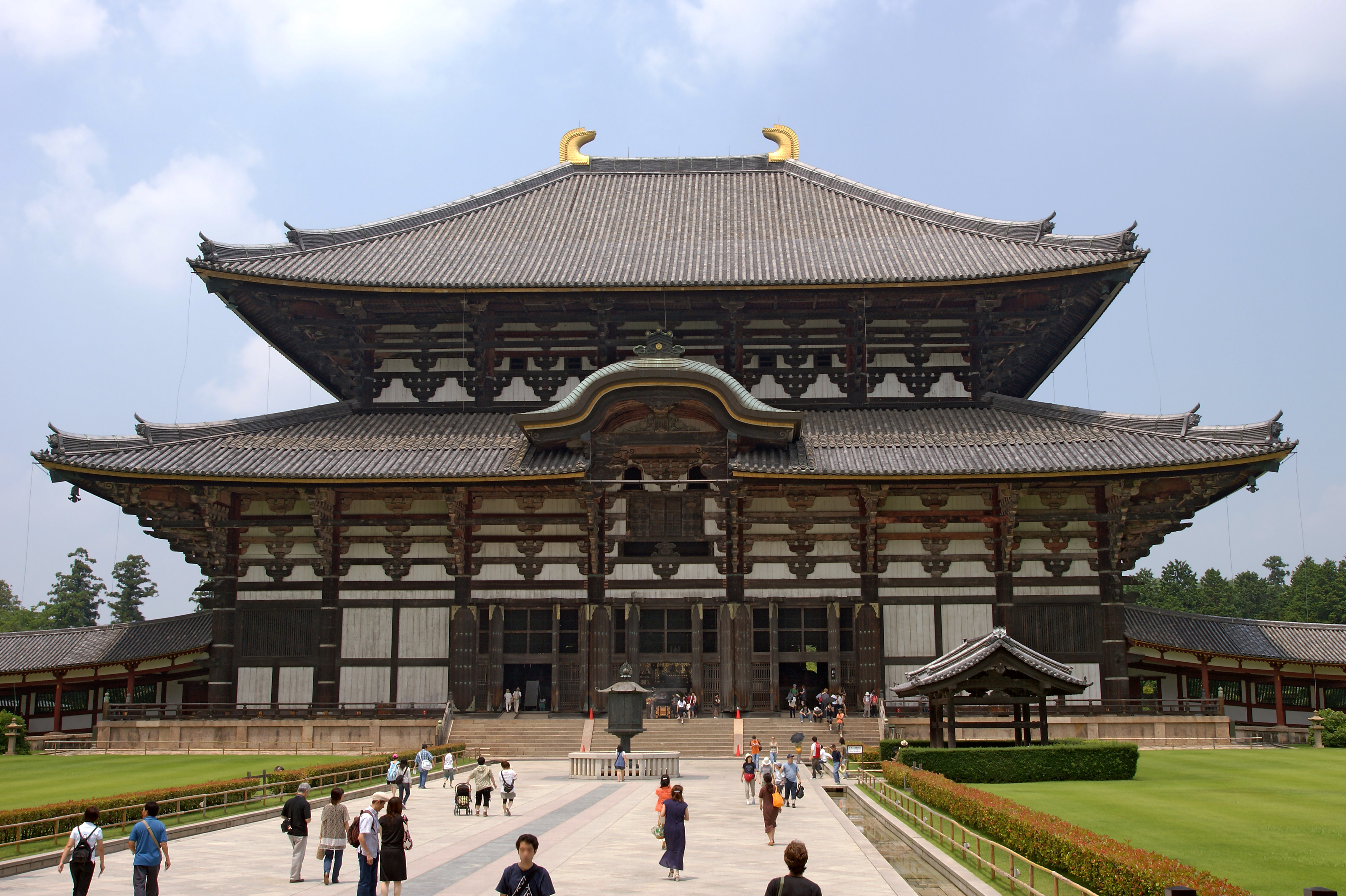
Templul budist Tōdai-ji din Nara.

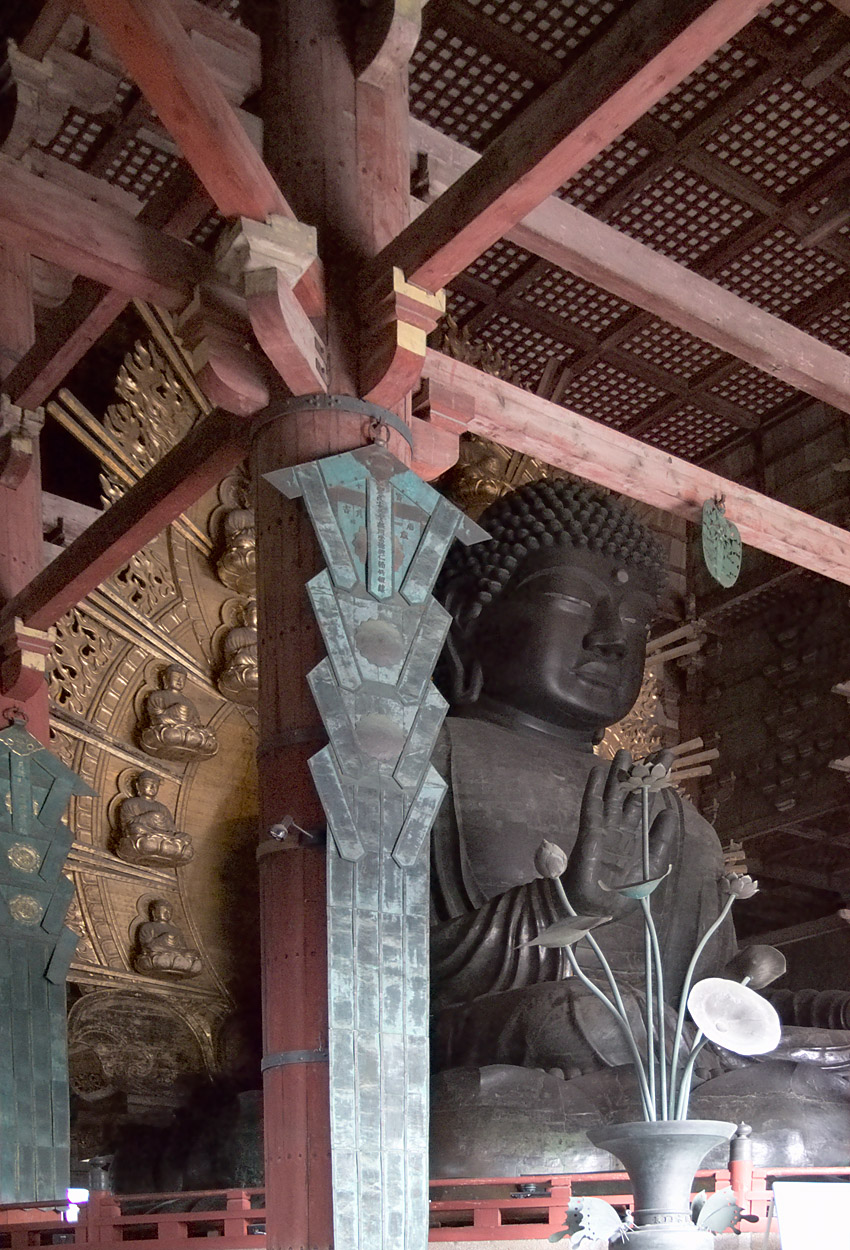
Marea statuie a lui Buddha aflată la Nara.

Budismul este religia predominantă din Japonia și una dintre cele mai vechi tradiți spirituale din această țară. Aproximativ 85 de milioane de japonezi și-au declarat apartenența la această religie, însemnând 70% - 85% din populația totală a acestei țări. În prezent, budismul japonez este reprezentat de numeroase școli cele mai răspândite fiind Jōdo Shinshū, Nichiren, Shingon și Zen.

## Istorie
Conform cronicii Nihon shoki („Cronicile Japoniei”, 720), budismul a fost introdus oficial în Japonia , în varianta Mahayana , în anul 552 d.Hr. din Coreea, când regele din Paekche a trimis o misiune împăratului Japoniei cu cadouri care includeau o imagine în aur și bronz a lui Buddha și câteva sūtre. Dar istoricii moderni cred că data exactă a acestui eveniment este 538.
Clanul Soga era pentru acceptarea budismului de către Japonia, dar alte clanuri, în special clanurile Mononobe și Nakatomi, credeau că zeii locali ar putea fi ofensați de respectul arătat unei divinități străine. Budismul a fost acceptat public atunci când clanul Mononobe a fost învins de către clanul Soga în 587 d.H. și a devenit proeminent în timpul domniei Împărătesei Suiko (593-628). Regentul ei, prințul Shōtoku (574-622), este considerat fondatorul adevărat și primul patron al budismului japonez. El a întemeiat o serie de mănăstiri importante, precum Hōryū-ji și Shitennō-ji, după modelul celor chineze.
La început budismul a intrat în rivalitate cu șintoismul , religia nativă a Japoniei , dar în cele din urmă a avut loc un proces de sincretism religios , iar cele două religi au conviețuit împreună făcând schimb de idei și ritualuri. Acest lucru a fost posibil deoarece șintoiștii l-au considerat pe Buddha un zeu (kami) , iar budiștii au considerat zeii șintoiști ca fiind reîncarnări ale lui Buddha.
În anul 607 un emisar japonez a fost trimis la Dinastia Sui din China pentru a obține mai multe copii ale sūtrelor.
Odată cu venirea a șase secte proeminente budiste din China în secolele al VII-lea și al VIII-lea, studiul serios al budismului a început și în Japonia. Aceste 6 școli au fost: 
- secta Ritsu
- secta Kusha
- secta Jōjitsu
- secta Sanron
- secta Hossō
- secta Kegon.

În Perioada Nara (710-794), în special sub protecția Împăratului Shōmu (724-749), budismul a fost promovat ca religie de stat. În fiecare provincie au fost construite așa-numitele „temple provinciale” (kokubunji), iar la Nara se afla templul Tōdai-ji , templul principal , cu un Daibutsu (Marele Buddha) înalt de 15 metri . Cu trecerea timpului au fost create birourile pentru sozu (episcop budist) și sojo (arhiepiscop budist) , în această perioadă existând aproape 816 de călugări budiști și 569 de preoți budiști .
În perioada Heian (794-1185), sectele Tendai și Shingon au fost introduse în Japonia, respectiv de către Saichō (767-822) și Kūkai (774-835). 
În Perioada Kamakura (1185-1333), secta Zen a fost introdusă din China, ea fiind favorizată în special de clasa militară. Tipul de budism introdus de Eisai (1141-1215) se numește astăzi secta Rinzai, iar cea introdusă de Dogen (1200-1253) este cunoscută ca secta Sōtō. Cam în aceeași perioadă au fost introduse și sectele Nichiren- de către Nichiren (1222-1282), și multele secte ale școlii budiste a Pământului Pur, precum Jōdo-shū de către Hōnen (1133-1212), Jōdo Shinshū- de către Shinran (1173-1263) și Ji-shū de către Ippen (1239-1289). Toate aceste secte există și în zilele noastre.
În timpul șogunatului Tokugawa (1603-1867), budismul a fost folosit pentru eradicarea creștinismului (shūmon aratame, inchiziția religioasă), dar budismul însuși a fost supus puterii regulatorii stricte a șogunatului.
După Restaurarea Meiji (1868), statul a încercat să facă din șintoism religie de stat, multe temple fiind desființate (haibutsu kishaku, „abolește-l pe Buddha”). De atunci organizațiile budiste au supraviețuit prin adaptare la vremurile noi.
După al Doilea Război Mondial, multe grupări religioase noi s-au organizat ca mișcări budiste laice. Unele dintre cele mai mari dintre aceste religii noi (shin shūkyō)- Sōka Gakkai, Rissho Kōseikai, Reiyūkai, de exemplu- își bazează învățăturile pe secta Nichiren și pe Lotus Sutra). 
În 2002, în Japonia erau cca. 77.000 de temple budiste și aproape 300.000 de preoți budiști.